# 叻猜威提路

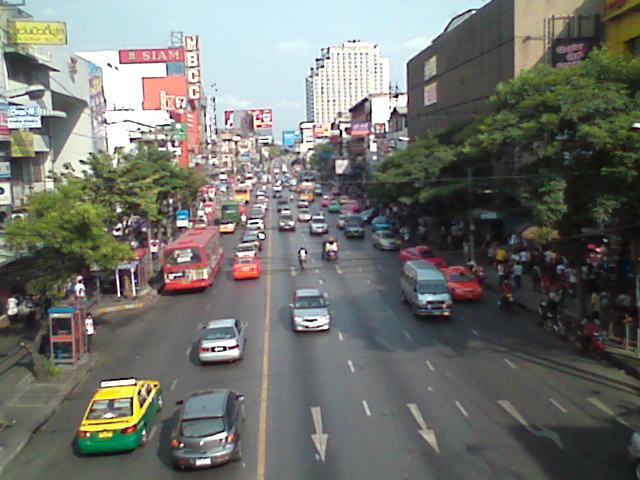
日間的叻猜威提路

叻猜威提路位於泰國的首都曼谷。它從粦鈴縣的叻猜威提區，接粦鈴路及叻猜巴洛路，向西北通過勝利紀念碑的圈到律實縣，最終經過功吞橋跨越湄南河到達挽拍縣，與詩琳通公主路及Charan Sanitwong路連通。
它原名「雙喜路」（或），屬暹羅君主拉瑪五世為當年律實皇宮建造的三條新馬路之一，其餘為「樂路」（ถนนลก；現在的拍喃五路）及「Duang Tawan路（{{lang|th|ถนนดวงตะวัน」；現在的大城路）。
原來的馬路只延伸至律實皇宮後方的湄南河毗。後來擴建至連接Ratchaprarop路，在1954年建成Krung Thon橋後，再擴展至對岸的Sanitwong路，因此泰國華僑給Krung Thon橋的渾號為「雙喜橋」（สะพานซังฮี้；）。現在叻猜威提路和三昇路在橋東的交叉口被稱為「雙喜交匯處」。 
在1918年2月16日，暹羅君主拉瑪六世把此路的名稱改為叻猜威提路，在巴利文及梵語裡，表示「皇路」。